# Karl Dietrich Hepp
Karl Dietrich Hepp (* 25. September 1936 in München) ist ein deutscher Arzt.

## Leben
Nach seinem Abitur am Wilhelmsgymnasium in München 1954 studierte Hepp Medizin und Sportmedizin an den Universitäten München und Freiburg. Nach dem Staatsexamen promovierte er 1960 an der Universität München mit einer Dissertation über Die Behandlung schwerer cranio-cerebraler Verletzung im akuten Stadium. 1961/62 absolvierte er das ECFMG-Examen und Rotating Internship am Muhlenberg Hospital in Plainfield, New Jersey, USA. 1962/63 war er als Medizinalassistent an Münchner Kliniken tätig und erhielt die Approbation. Von 1963 bis 1965 arbeitete er als Wissenschaftlicher  Mitarbeiter in Klinischer Biochemie bei O. Wieland, Universität München. 1965 bis 1968 war er Senior Research Fellow and Instructor in Medicine an der Div. of Endocrinology  University of Washington Medical School, Seattle, Washington, bei Robert H. Williams. 1969/70 arbeitete er am Institut für Klinische Chemie, Krankenhaus München-Schwabing bei O. Wieland. 1969 bis 1979 war er Leiter der Klinisch-Experimentellen Abteilung  des Instituts für Diabetesforschung und Assistent an der 3. Medizinischen Abteilung des Krankenhauses München-Schwabing bei Hellmut Mehnert. 1974 war er Visiting Physician am Dept. of Endocrinology  and Internal Medicine der Mayo Clinic in Rochester, Minnesota. Von 1979 bis 1984 leitete er als Chefarzt die Abteilung für Innere Medizin am Akademischen Krankenhaus München-Oberföhring. 1984 bis 2001 war er Chefarzt der 3. Medizinischen Abteilung für Stoffwechsel, Endokrinologie und Angiologie mit Diabeteszentrum am Akademischen Krankenhaus München-Bogenhausen.
Seit 2001 führt Hepp eine Privatpraxis für Diabetologie und Endokrinologie in München. Seit 1978 ist er apl. Professor an der LMU München. In den Jahren 1979 bis 1982 war er Honorary Secretary der European Association for The Study of Diabetes (EASD) und 1980 bis 1983  Sekretär der Deutschen Diabetes-Gesellschaft, zu deren Präsident er 1984 gewählt wurde. Für die Jahre 1991 bis 2001 wählten ihn die städtischen Chefärzte Münchens zu ihrem Sprecher. Seit 2004 ist er Präsident der Deutschen Eliteakademie.

## Auszeichnungen
- Ferdinand-Bertram-Preis der Deutschen Diabetes-Gesellschaft 1972
- Oskar-Minkowski-Preis  der EASD 1976
- E.F.F. Copp – Lecture, Los Angeles 1977, J.F.Kellion – Lecture, Armidale, Australien 1980
- Goldene Ehrennadel des Deutschen Diabetiker Bundes 1984
- Albert-Renold-Medaille der EASD 1993
- Bundesverdienstkreuz am Bande2003

## Werke
- Bedeutende Erstbeobachtungen auf dem Gebiet der Regulationsbiochemie, insbesondere dem Wirkungsmechanismus von Insulin und seiner hormonellen Gegenspieler. Erste Beobachtung der Insulinwirkung an Zellmembranen 1971.
- Regulation des Insulinrezeptors bei Diabetes 1975.
- Klinische Studien: Arbeiten zur Entwicklung von Insulinpumpen 1975, mit der ersten miniaturisierten Insulinpumpe zusammen mit der Siemens AG und ihrer erfolgreichen Anwendung bei instabilem Diabetes 1977. Erste Studien mit implantierten Insulinpumpen.